# Lillhärdals landskommun
Lillhärdals landskommun var en tidigare kommun i Jämtlands län. 

## Administrativ historik
Lillhärdals landskommun inrättades 1863 i Lillhärdals socken när 1862 års kommunalförordningar trädde i kraft. Kommunen förblev opåverkad vid kommunreformen 1952. 
Den 1 januari 1957 överfördes från Lillhärdals landskommun och församling till Kopparbergs län och Idre landskommun och församling ett område med 24 invånare och omfattande en areal av 136,69 km², varav 135,54 km² land.
År 1971 infördes enhetlig kommuntyp och Lillhärdals landskommun ombildades därmed, utan någon territoriell förändring, till Lillhärdals kommun. Tre år senare blev dock kommunen en del av nybildade Härjedalens kommun.
Kommunkod 1952–73 var 2332.

### Kyrklig tillhörighet
I kyrkligt hänseende tillhörde kommunen Lillhärdals församling.

## Folkmängd
Kommunens landareal uppgick till 2 277,0 km². År 1959 fanns det 1 645 invånare i kommunen, vilket betyder 0,7 invånare/km². Detta kan jämföras med riksgenomsnittet som då var 18,0 invånare/km² medan länsgenomsnittet var 3,0 invånare/km².

## Kommunvapnet
Lillhärdals landskommun förde inte något vapen.

## Geografi
Lillhärdals landskommun omfattade den 1 januari 1952 en areal av 2 453,04 km², varav 2 412,54 km² land.

### Tätorter i kommunen 1960
I Lillhärdals kommun fanns tätorten Lillhärdal, som hade 512 invånare den 1 november 1960. Tätortsgraden i kommunen var då 34,3 procent.

## Politik

### Mandatfördelning i valen 1938-1970
| 14 | 6 |

| 20 |

| 14 | 6 |

| 20 |

| 10 | 10 |

| 20 |

| 10 | 2 | 3 | 5 |

| 19 |

| 1 | 10 | 2 | 2 | 4 | 1 |

| 18 |

| 1 | 11 | 2 | 1 | 3 | 2 |

| 18 |

| 2 | 11 | 1 | 2 | 3 | 1 |

| 17 | 3 |

| 10 | 2 | 3 | 4 | 1 |

| 15 | 5 |

| 12 | 2 | 3 | 3 |

| 16 | 4 |